# Коновалов Ігор Анатолійович
Коновалов Ігор Анатолійович - (Konovalov Ihor, 07 липня 1965, Новий Буг, Миколаївська область) - український художник. Брав участь у становленні "нової хвилі українського живопису". Один із засновників групи "Сквот на Олегівській". Автор проекту – Fіction Gаllery Expedition (1996-2006). Під керівництвом Ігоря Коновалова був створений напрямок «hill art», в рамках якого проходили акції і споруди «магнітних» об’єктів на пагорбах Києва. Живе в місті Київ. Створив власну творчу концепцію "Інфоделіка", в якій працює зараз та відомий у світі. Брав участь у численних аукціонах: Phillips - New Now, London Auction 9. December 2015. GS-Art Store, Фонд Ложкина благодійний аукціон, Аукціонний будинок «Дукат», ACG (Art Consulting Group). Детальніше про митця його словами на сайті художника.

## Життєпис
Ігор народився в місті Новий Буг Миколаївської області. В 1971 р. з батьками переїхав до м. Дніпро, де в 1983-1987 роках навчався в Дніпропетровському державному художньому училищі ім. Є. В. Вучетича. В 1987 р. переїзджає до Києва навчатись в Національній академії образотворчого мистецтва та архітектури. В 1989 р. одружується, в 1992 р. народжується донька. В 1996 році повертається до Дніпра, і на початку 2000-х вже остаточно переїзджає до Києва.

## Творчість

### Сквот на Олегівській
На початку 90-х молодим художникам було важко розраховувати на отримання офіційної майстерні від Спілки художників України, а деяким було ніде жити. Проблема вирішувалась самозайняттям пустуючих будівель. Група художників Київського державного художнього інституту: Ігор Коновалов, Анатолій Варваров, Володимир Заїченко, Сергій Корнієвський, Едуард Потапенков, Володимир Падун зайняла таку похилу будівлю на Олегівській горі над Подолом. Крім живопису митці займались акціонізмом, відео-артом, стріт-артом, ленд-артом, психогеографією. Група була осторонь тусовочного життя столиці та концентрувалась на власному творчому пошуку.

### Fiction Gallery Expedition
В 1996 році митці Сквоту заявила про створення вільного некомерційного простору де митці могли донести свої ідеї. Пагорби Подолу стали сценою для нової галереї, неіснуючої, уявної, але такої що співіснує поряд з глядачем та митцем у відкритому міському просторі. Експозиція галереї була започаткована проектом "Відплиття". Де учасники відправились в "подорож" на борту реальної шлюпки з гори Щекавиця. Проект FGE існував до 2006 року. Послідовно створювались: "Зупинка", "Пташки", "Станція 1", "Точка опори", "Семиренка", "Трініті", "Ом", "Омела", "Незалежні". В рамках проекту Ігор Коновалов заснував напрямок творчості "Hill-art", де арт-об'єкти розташовувались фізично на подільських пагорбах Києва.

### Інфоделіка
Так Ігор називає власний поточний стиль живопису.  Інфатони акцентують енергетичну, інформаційну складову сюжету картини. Їх розмір, положення, колір, поверхня, матеріал, та інші ознаки - суттєво доповнюють звичне візуальне зображення, та додають у несвідомому сприйнятті настрою роботи. 

### Галерея робіт
```
                                                                                               2024 рік
```

```
                                                                                               2023 рік
```

### Персональні виставки
- «Ctrl-Z», Галерея РА, вул. Богдана Хмельницького, 32, Київ. 11-24.04.2008«Золотые горы», Галерея РА, вул. Богдана Хмельницького, 32, Київ. 15-28.05.2009
- Коновалов И. Музей современного изобразительного искусства Украины (МСИИУ) г. Київ 16.09 - 17.10.2010
- «Infa», Галерея РА, вул. Богдана Хмельницького, 32, Київ. 23.06-10.07.2011
- «Infa», Галерея "Лес", вул. Вавилова 65а, Москва. 21.12.2011-25.02.2012
- «Infa&infadelika», 8-bit Gallery, Київ. 11.09 – 12.10.13
- «Wi-Fi», ДТЭК Академия, бизнес-центр "Евразия" Київ, 13.08-30.09.15
- «Relax», ЦСИ "Soviart", вул. Андріївський узвіз, 22-А, Київ. 25.02 – 13.03.16 г.
- «Президентация». ЦСИ "Soviart", вул. Андріївський узвіз, 22-А, Київ. 24.08 – 11.09.16
- «Точка опоры». ЦСИ "Soviart", вул. Андріївський узвіз, 22-А, Київ. 21.09 – 07.10.17
- «Две страницы», Музей історії Києва, вул. Богдана Хмельницького, 7, Київ, 19.06-01.07.2018
- «Голоса». ЦСИ "Soviart", вул. Андріївський узвіз, 22-А, Київ. 05.06 – 30.06.19
- «Комната отдыха», Музей історії Києва, вул. Богдана Хмельницького, 7, Київ, 18.08-30.08.2020
- «Связь», Галерея искусств "ЛАВРА", ул. Лаврская 7б, Киев, 24.09-20.10.2022

### Fiction Gallery Expedition
- «Отплытие FGE», вул. Олегівська, Київ. 08.06.1996
- «Остановка», гора Щекавиця, Київ. 18.10.2000
- «Птицы», вул. Олегівська, Київ. 21.01.2001
- «Станция -1» - 22.08.2001 г. гора Замковая, Київ.
- «Точка опоры», гора Замковая, Київ. 2002
- «Семиренка», гора Замковая, Київ. Октябрь 2002
- «Тринити», гора Щекавица, Київ. 30.05.2004
- «Ом», гора Дитинка, Київ. 24.05.2006
- «Горы золотые» - гора Щекавица, Київ. 19.05.11

### Групові виставки
- "Линия, цвет, простор", Дом актера, вул. Ярославов Вал, 7, Київ. 20.12.1989
- "45 лет победы", Республиканская выставка - Центральный Дом Художников, вул. Артема, 1-5, Київ. 1990
- "Весна 91", Всеукраїнська виставка - Центральный Дом Художников, вул. Артема, 1-5, Київ. 1991
- "1 съезд СХ Украины", Всеукраїнська виставка - Центральный Дом Художников, вул. Артема, 1-5, Київ. 1991
- "Голодомор - 33", Всеукраїнська виставка - Центральный Дом Художников, вул. Артема, 1-5, Київ. 1993
- «Декабрь» Государственный историко-архитектурный заповедник "Старый Київ". 24.12.1993
- «Репетиция» - акция, государственный театральный институт им. Карпенко-Карого, вул. Ярославов Вал, 40, Київ. 17.12.1994
- «Культурный консенсус» - акция, пространство художественной мастерской, Київ. 24.03.1994
- «Возвращение блудного сына" - выставка-акция, ДК "Славутич", вул. Межигорская 2, Київ. 20.12.1995
- «Flashback», Галерея РА, вул. Богдана Хмельницького, 32, Київ. 06-19.06.08
- «15 лет Галереи РА», вул. Богдана Хмельницького, 32, Київ. 2008
- «Антология». Галерея РА, вул. Богдана Хмельницького, 32, Київ. 09 20.11- 09.12.2009
- «Не прислонятся!»  Галерея РА, вул. Богдана Хмельницького, 32, Київ. 25.12.09-29.01.2010
- «LEGALIZATION» Галерея РА, вул. Богдана Хмельницького, 32, Київ. 19.02-04.03.2010
- Арт-проект «АУТ» - международный художественный проект «Шоколадный домик» (филиал Київского музея русского искусства), вул. Шелковичная 17/2, Київ, 24.04-31.05.2010
- «Пинакотека 2», Галерея РА, вул. Богдана Хмельницького, 32, Київ. 12.07-20.08.2010
- «Где мои 17 лет», ЧАСТНАЯ КОЛЛЕКЦИЯ. Галерея РА, вул. Богдана Хмельницького, 32, Київ. 18-23.12.2010
- «Вечность» Галерея РА, вул. Богдана Хмельницького, 32, Київ. 12.24.2010 – 01.26.2011
- «Звонок», Галерея РА, вул. Богдана Хмельницького, 32, Київ. 25.02-10.03.2011
- «Космическая Одиссея-2011». Международная неделя современного искусства. Национальный культурно-художественный и музейный комплекс ХУДОЖЕСТВЕННЫЙ АРСЕНАЛ, вул. Лаврская, г. Київ. 12 05.04 - 26.04.2011.
- Арт-проект «АУТ» - Музей современного искусства Украины, 07.04.2011, Київ.
- «Независимые».  Новое искусство новой страны 1991-2011 Национальный культурно-художественный и музейный комплекс ХУДОЖЕСТВЕННЫЙ АРСЕНАЛ, вул. Лаврская, г. Київ.  22.08-11.09.2011.
- «Decoding» - Институт проблем современного искусства (ИПСИ), Київ, 03-06.11.2011.
- Арт-Москва. 16 Международная художественная ярмарка, Москва 19 – 23.09.2012.  Стенд галереи ЛЕС № 14-5
- «Сквот на Олеговской» М17 Центр современного искусства 09 - 22.10.2012, Київ.
- «Pin-код города» - Институт проблем современного искусства (ИПСИ), Київ, 20.02-06.03.2013
- Фестиваль land-art Весенний Ветер/ Springwindfest, 2013 г. Київ. 25-26.05
- «Прямая проекция» – Арт-центр Якова Гретера, вул.Вадима Гетмана, 6, Київ. 10.10 - 30.11.2013
- «Слишком красиво» и «Стрёмное искусство» 8 bit Gallery, Київ. 16.10 – 10.11.13
- «Художники рисуют» (А 4, Шариковая ручка), Карась Галерея, вул. Андріївський узвіз, 22-А, Київ. 2013
- «PAUSE», Галерея РА, ввул. Богдана Хмельницького, 32, Київ. 25.04 – 25.05.2014
- XXI-я Международная выставка искусства ню "МУЖЧИНА И ЖЕНЩИНА" 1. 06 - 31. 08. 2014 г. Музей современного искусства, г. Пярну, Эстония.
- «Украинский ландшафт. По ту сторону отчаяния Национальный культурно-художественный и музейный комплекс ХУДОЖЕСТВЕННЫЙ АРСЕНАЛ, вул. Лаврская, г. Київ. 21.08-07.09.14«Художники рисуют» (А 4, Шариковая ручка), Карась Галерея, вул. Андріївський узвіз, 22-А, Київ. 2014
- Проект "Простые люди" арт-коммуны "Сквот на Олеговской".  8 bit Gallery, Київ. 17.12.2014 – 25.01.2015 г.
- «Искусство ради жизни» - благотворительный проект. 12 - 18.05.15 Национальный культурно-художественный и музейный комплекс ХУДОЖЕСТВЕННЫЙ АРСЕНАЛ, г. Київ, вул. Лаврская, 12
- «Траектории сближения» (памяти Олега Голосия в честь 50-ти лет. юбилея), 31.05.2015 – 10.06.2015. Галерея РА, Київ.
- «Практика видоизменения» Институт проблем современного искусства (ИПСИ), Київ. 04.08 – 20.08.15
- Проект «Wi-Fi». ДТЭК Академия БЦ «Евразия» вул. Жилянская 75, Київ. 13.08 -21.09.15
- «Коэффициент независимости» (America House), Київ. 21.08-17.09.15
- Музейное собрание. Украинское современное искусство. (1985-2015). 22.09-10.10.2015. Из частных коллекций. Национальный культурно-художественный и музейный комплекс ХУДОЖЕСТВЕННЫЙ АРСЕНАЛ, Київ, вул. Лаврская, 12
- «Игры Х» ЦСИ "Soviart", вул. Андріївський узвіз, 22-А, Київ. 22.10 – 01.11.15 г.• «Игры Х» Центр современного искусства "АURUM", г. Одесса, 20.11-13.12.2015г.«Художники рисуют» (А 4, Шариковая ручка), Карась Галерея, вул. Андріївський узвіз, 22-А, Київ. 2015
- Три поколения украинских художников в коллекции Татьяны и Бориса Гриневых. 01.04.2016. Ермилов Центр, г. Харьков, площадь Свободы, 4
- «Київский пейзаж», Карась Галерея, вул. Андріївський узвіз, 22-А, Київ. 11.09-31.09.2016
- «Рецепт для утопии». Институт проблем современного искусства (ИПСИ). 20.08-3.09.2016
- «Сквот на улице Олегівська» Сумская муниципальная галерея, г. Сумы. 09-29.05.2017
- Проект: «ЛЕТО 2017» ЦСИ «Совиарт» Андріївський узвіз, 22-а, 13.07-10.08.2017
- «Сквот на вул. Олегівська» 02-26.11.17. ДНЕПРОПЕТРОВСКИЙ ХУДОЖЕСТВЕННЫЙ МУЗЕЙ г. Днепр, вул. Шевченко, 21.
- Проект: «/Wi-Fi/ ДЖЕМ СЕЙШЕН» ЦСИ «Совиарт» Андріївський узвіз, 22-а, 21.12.17-21.01.2018
- ART CAPITAL, Grand Palais, Paris. Salon Comparaisons, groupe Alain Campello. 14-18 février 11-20h
- «Temporary Autonomous Zone: сквоти Києва». Сквот-галерея «Речовий доказ»(вул. Рейтарська, 8б), 05-19.09.18
- Проект: «От фонаря» ЦСИ "Soviart", вул. Андріївський узвіз, 22-А, Київ. 28.02 – 17.03.19 г.
- Проект арт-коммуны "Сквот на Олеговской": «За границей», Галерея искусств "Лавра". 30.09.21-17.10.2021
- «НАШ ЧАС» (30 років арт-об’єднанню «Сквот на вулиці Олегівська») 24.11 – 2.12. 2023, у малій залі галереї Imagine Point (Київ)

### Участь в аукціонах
- Phillips   ·
- New Now London Auction 9 December 2015. 201 lot
- GS-Art Store
- Аукціон №17 CONTEMPORARY ART (02-09.04 2011) Лот 41, Лот 60.
- Аукціон №19 CONTEMPORARY ART (22-29.10 2011) Лот 66
- Аукціон №21 CONTEMPORARY ART (09-17.12 2011) Лот 66
- Аукціон №24 CLASSIC CONTEMPORARY DESIGN (03-10.11.2012)  Лот 147
- «THREE DAYS SALE» М17, ЦСИ -27-29.09.2013. Лот 162
- ВЫСТАВКА CHRISTMAS ART WEEKEND. CONTEMPORARY ART. 19-20.12.2014. Лот 13
- Аукціон №27 CLASSIC & CONTEMPORARY ART (19-23.09.2015) Лот 98
- Аукціон №29 SUMMER PRIVATE SALES (11.07.2019 - 25.07.2019) Лот 37
- Аукціон №33 White Box (24.02.2017) Лот 24
- Аукціон №34 CLASSIC UNDERGROUND CONTEMPORARY (05-12.2017) Лот 62  Фонд Ложкина благодійний аукціон
- Мистецтво за ради життя — каталог 2015 C. 106 - 109
- Мистецтво за ради життя — каталог 2016 С. 126-127, 130-131
- Мистецтво за ради життя — каталог 2017 С. 46-47, 126-127
- Мистецтво за ради життя — каталог 2018 С. 52-53
- Мистецтво за ради життя — каталог 2019 С. 104-105
- Аукціонний будинок «Дукат»
- Аукционный дом «Дукат». Музей современного изобразительного искусства Украины (МСИИУ), Киев – 07.04. 2012.
- Аукционный дом «Дукат». Музей современного изобразительного искусства Украины (МСИИУ), Киев – 13.10.2012.
- БЛАГОДІЙНИЙ АУКЦІОН НА ДОПОМОГУ ПОСТРАЖДАЛИМ БІЙЦЯМ АТО   Український дім вул. Хрещатик, 2, 16.10.2014 - 17.10.2014  Лот 7
- Аукционный дом «Дукат». Музей «Духовные сокровища Украины», ул. Десятинная 12, г. Киев - 28 .02.2015.
- Аукціонний будинок ACG (Art Consulting Group)
- Первый аукцион Вакуленко Консалтинг, «Шоколадный домик» (филиал Киевского музея русского искусства), ул. Шелковичная 17/2, Киев. 25.02.2012. Лот 12
- Украинское искусство ХХ-ХХI вв. ACG. «Шоколадный домик» (филиал Киевского музея русского искусства), ул. Шелковичная 17/2, Киев – 5 декабря 2015.
- Музеї
- Дніпровський художній музей (Дніпро, Україна)
- Музей сучасного мистецтва України (Київ, Україна)
- Центр сучасного мистецтва «Совіарт» (Київ, Україна)
- Приватні колекції (обрані)  Abramovych Foundation, Grynyov Art Collection, Олега Красносельского, Виктора Хаматова, Владимира Каширского и др.